# Iwan Wsewolodowitsch Meschtscherski

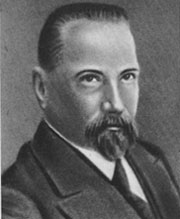
Iwan Wsewolodowitsch Meschtscherski

Iwan Wsewolodowitsch Meschtscherski (russisch Иван Всеволодович Мещерский, in englischer Transliteration Ivan Vsevolodovich Meshcherskiy) (* 29. Julijul. / 10. August 1859greg. in Archangelsk; † 7. Januar 1935 in Leningrad) war ein russisch-sowjetischer Mathematiker, der sich besonders mit Mechanik befasst hatte.

## Leben
Iwan Wsewolodowitsch Meschtscherski wurde am 10. August 1859 im nordrussischen Archangelsk geboren. Er besuchte ab 1871 das dortige Gymnasium und studierte ab 1878 an der Sankt Petersburger Universität Mathematik und Mechanik, unter anderem bei P. L. Tschebyschow, A. N. Korkin und K. A. Posse. Nach seinem erfolgreichen Abschluss 1882 blieb er an der Universität, bestand 1889 die Master-Prüfungen in angewandter Mathematik und wurde im Jahr darauf Privatdozent. Im Jahre 1891 wurde Meschtscherski zum Lehrstuhl für Mechanik des Sankt Petersburger Frauenkollegs berufen, wo er bis 1919 blieb, als das Kolleg in die Universität überging.
1897 wurde Meschtscherski promoviert und ab 1902 leitete er die Abteilung für angewandte Mathematik am kürzlich gegründeten polytechnischen Institut, wo er bis zu seinem Lebensende blieb.
Meschtscherski hatte mehrfach Frankreich besucht, erstmalig 1893, um sich im Auftrag der Universität mit der Mechanikausbildung in Italien, Frankreich, der Schweiz und Deutschland vertraut zu machen. Er sprach fließend französisch und war an der Übersetzung von Tschebyschows Memoiren ins Französische beteiligt.
Meschtscherski war seit 1917 mit Anna Jakowlewna Wawilowa verheiratet.
Nach der Oktoberrevolution setzte er seine wissenschaftliche Arbeit fort und wurde mit zusätzlichen Aufgaben im Zusammenhang mit der industriellen Entwicklung im Raum Leningrad betraut. 1934 erhielt er aus gesundheitlichen Gründen die Stelle eines Beraters des Lehrstuhls für theoretische Mechanik des Industrieinstituts Leningrad. Am 7. Januar 1935 erlag er einem Schlaganfall und wurde auf dem Bogoslowskoje-Friedhof beigesetzt.

## Meschtscherski-Gleichung
Ab 1893 arbeitete Meschtscherski über die Dynamik von Massenpunkten veränderlicher Masse, das heißt die Masse {\displaystyle m} des Massenpunktes ist von der Zeit {\displaystyle t} abhängig.
Als Beispiele gelten etwa Eisberge, deren Eismasse in kälterer Umgebung zunimmt bzw. in wärmerer Umgebung abnimmt, oder Kometen, die in Sonnennähe Masse verlieren, oder Raketen, deren Masse durch das Verbrennen von Treibstoff abnimmt.
Das zweite newtonsche Gesetz {\displaystyle {\vec {F}}=m{\vec {a}}}, wonach Kraft gleich Masse mal Beschleunigung ist,  muss bei zeitabhängiger Masse zunächst zu {\displaystyle \textstyle {\vec {F}}={\frac {\mathrm {d} }{\mathrm {d} t}}(m{\vec {v}})} verallgemeinert werden, wobei {\displaystyle {\vec {v}}} die Geschwindigkeit des Massenpunktes ist, das heißt die Kraft ist allgemeiner die Änderung des Impulses (beachte {\displaystyle \textstyle {\frac {\mathrm {d} }{\mathrm {d} t}}{\vec {v}}={\vec {a}}}). In einem zweiten Schritt kommt auf der Kraftseite ein Term {\displaystyle \textstyle {\frac {\mathrm {d} m}{\mathrm {d} t}}{\vec {u}}} hinzu, der die im selben Bezugssystem gemessene Geschwindigkeit {\displaystyle {\vec {u}}} der abgestoßenen bzw. aufgenommenen Massen berücksichtigt. Also hat man insgesamt
{\displaystyle {\vec {F}}+{\frac {\mathrm {d} m}{\mathrm {d} t}}{\vec {u}}={\frac {\mathrm {d} }{\mathrm {d} t}}(m{\vec {v}})={\frac {\mathrm {d} m}{\mathrm {d} t}}{\vec {v}}+m{\frac {\mathrm {d} {\vec {v}}}{\mathrm {d} t}}},
wobei beim zweiten Gleichheitszeichen die Produktregel verwendet wurde.
Löst man diese Gleichung nach {\displaystyle \textstyle m{\frac {\mathrm {d} {\vec {v}}}{\mathrm {d} t}}} auf, so erhält man
{\displaystyle m{\frac {\mathrm {d} {\vec {v}}}{\mathrm {d} t}}={\vec {F}}+{\frac {\mathrm {d} m}{\mathrm {d} t}}{\vec {u}}-{\frac {\mathrm {d} m}{\mathrm {d} t}}{\vec {v}}={\vec {F}}+{\frac {\mathrm {d} m}{\mathrm {d} t}}{\vec {u}}_{\mathrm {rel} }},
wobei {\displaystyle {\vec {u}}_{\mathrm {rel} }={\vec {u}}-{\vec {v}}} die Relativgeschwindigkeit ist.
Diese Gleichung nennt man heute die Meschtscherski-Gleichung, wobei in der Regel die wissenschaftliche Transliteration Meshchersky-Gleichung verwendet wird.
Die darauf aufbauenden Forschungen führten 1897 schließlich zu seiner Dissertation „Динамика точки переменной массы“ (Dynamik von Punkten veränderlicher Masse).

## Ehrungen
- Meschtscherski wurde für seine wissenschaftliche Tätigkeit sowohl vom Russischen Reich als auch von der Sowjetunion ausgezeichnet.[3]
- Im Jahre 1970 benannte die Internationale Astronomische Union den Krater Meshcherskiy offiziell nach Iwan Wsewolodowitsch Meschtscherski.[5]